# Hoplophorella oblonga
Hoplophorella oblonga är en kvalsterart som beskrevs av Wojciech Niedbała 1983. Hoplophorella oblonga ingår i släktet Hoplophorella och familjen Phthiracaridae. Inga underarter finns listade i Catalogue of Life.